# Oeiras Open Challenger 2021
L’Oeiras Open 2021 è stato un torneo di tennis professionistico giocato su campi in terra rossa. È stata la prima edizione del torneo e faceva parte della categoria Challenger 50 nell'ambito dell'ATP Challenger Tour 2021. Si è svolto al Complexo Desportivo do Jamor di Oeiras, in Portogallo, dal 29 marzo al 3 aprile 2021. La settimana successiva si è tenuta la seconda delle 4 edizioni del torneo previste per il 2021.

## Partecipanti

### Teste di serie
| Nazionalità | Giocatore           | Ranking* | Testa di serie |
| ----------- | ------------------- | -------- | -------------- |
| Germania    | Oscar Otte          | 154      | 1              |
| Francia     | Enzo Couacaud       | 185      | 2              |
| India       | Ramkumar Ramanathan | 195      | 3              |
| Stati Uniti | Ernesto Escobedo    | 205      | 4              |
| Argentina   | Andrea Collarini    | 215      | 5              |
| Marocco     | Elliot Benchetrit   | 240      | 6              |
| Italia      | Gian Marco Moroni   | 241      | 7              |
| Rep. Ceca   | Zdeněk Kolář        | 246      | 8              |

* Ranking al 22 marzo 2021.

### Altri partecipanti
I seguenti giocatori hanno ricevuto una wild card per il tabellone principale:
- Nuno Borges
- Tiago Cação
- Gastão Elias

Il seguente giocatore è entrato in tabellone come Alternate:
- Harry Bourchier

I seguenti giocatori sono passati dalle qualificazioni:
- Raul Brancaccio
- Evan Furness
- Manuel Guinard
- Denis Yevseyev

## Punti e montepremi
| Torneo    | Torneo              | V     | F     | SF    | QF  | 2T  | 1T  | Q | Q2  | Q1  |
| Singolare | Punti               | 50    | 30    | 15    | 7   | 4   | 0   | 2 | 1   | 0   |
| Singolare | Premi in denaro (€) | 4 400 | 2 600 | 1 550 | 900 | 530 | 320 | – | 160 | 100 |
| Doppio    | Punti               | 50    | 30    | 15    | 7   | –   | 4   | – | –   | –   |
| Doppio    | Premi in denaro (€) | 1 700 | 1 000 | 600   | 350 | –   | 200 | – | –   | –   |

## Campioni

### Singolare
In finale  Zdeněk Kolář ha sconfitto  Gastão Elias con il punteggio di 6-4, 7-5.

### Doppio
In finale  Mats Moraing /  Oscar Otte hanno sconfitto  Riccardo Bonadio /  Denis Yevseyev con il punteggio di 6-1, 6-4.